# 杜寧
杜寧（1404年—1473年），字宗谧，号乐泉老人，原籍江西清江，后移居浙江天台，明朝政治人物，榜眼及第。

## 生平
永樂二十一年，鄉試中舉。宣德二年（1427年，登一甲第二名進士（榜眼），授翰林院編修。宣德五年，參撰《宣宗實錄》，升翰林院修撰。正統三年，書成，升爲翰林院侍講，之後進入東閣专习制诰。正統十三年，與工部右侍郎兼翰林侍讲学士高谷出任會試主考官。土木之變後，升任南京禮部右侍郎，不久改南京兵部左侍郎，在任期間廉潔奉公。成化年間致仕歸鄉。憲宗御赐墓联：“九重深眷擎天绫，三尺高封盖世雄。”

## 著作
著有《乐全集》。